# مايك روبرتس (لاعب اتحاد الرغبي)
مايك روبرتس (بالإنجليزية: Mike Roberts)‏ هو لاعب اتحاد الرغبي بريطاني، ولد في 20 فبراير 1946 في سانت أساف ‏ في المملكة المتحدة.

## وصلات خارجية
- مايك روبرتس عل موقع إسبنسكروم (الإنجليزية)